# Macrobiotus denticulus
Macrobiotus denticulus är en djurart som tillhör fylumet trögkrypare, och som beskrevs av Hieronymus Dastych 2002. Macrobiotus denticulus ingår i släktet Macrobiotus och familjen Macrobiotidae. Inga underarter finns listade i Catalogue of Life.